# ماكس فون لاوي
ماكس فون لاوي (1879 - 1960) (بالألمانية: Max von Laue) فيزيائي ألماني. كان أول من قال بأن البلورات تحيد أشعة اكس كما تحيد محززة الحيود الضوء. ومن أجل ذلك منح جائزة نوبل في الفيزياء عام 1914.

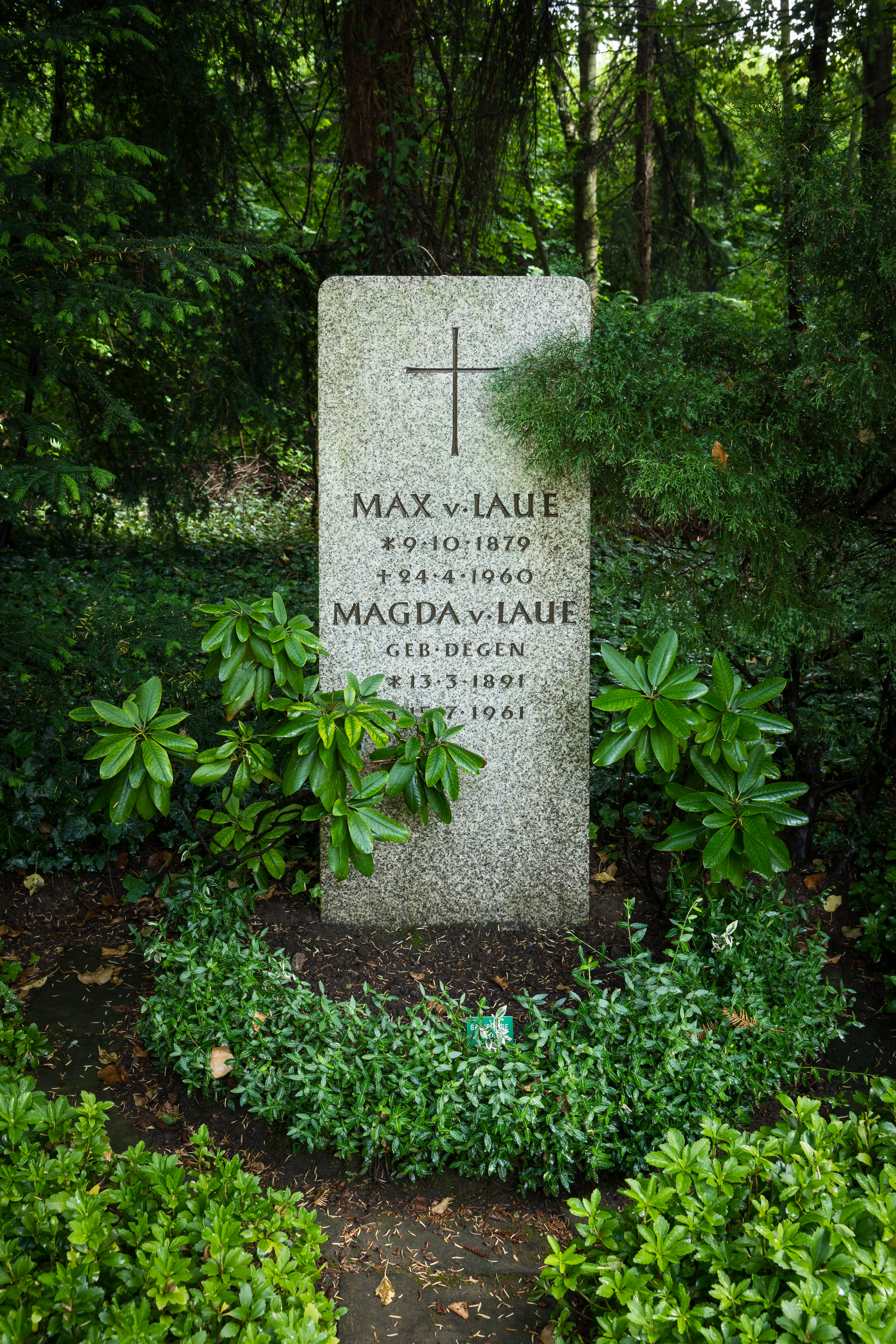
قبر ماكس فون لاو في غوتنغن

كان فون لاوي مسيحيًا متدينًا وكتب العديد من الكتب حول معتقداته الدينية.

## روابط خارجية
- ماكس فون لاوي على موقع IMDb (الإنجليزية)
- ماكس فون لاوي على موقع الموسوعة البريطانية (الإنجليزية)
- ماكس فون لاوي على موقع مونزينجر (الألمانية)
- ماكس فون لاوي على موقع إن إن دي بي (الإنجليزية)